# Scallowayöarna

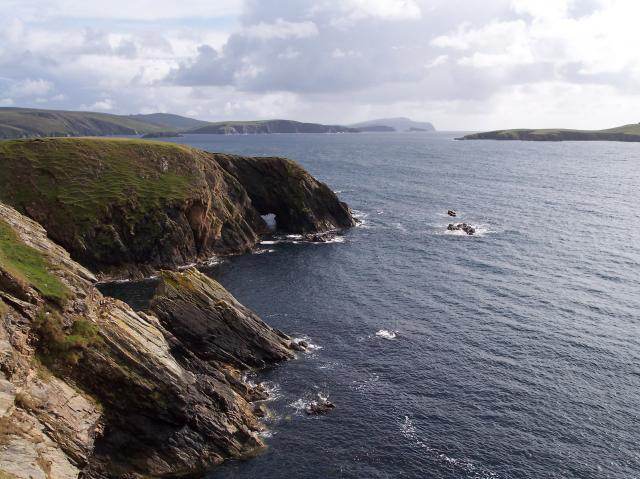
Den södra delen av East Burra

Scallowayöarna kallas en grupp öar som ligger väster om huvudön Mainland på Shetlandsöarna, Skottland, strax utanför staden Scalloway. Dessa öar är:
- Burra (två öar sammanlänkade av en bro samt en bro till Trondra)
  - West Burra
    - Kettla Ness, som hänger ihop med West Burra genom en tombolo

  - East Burra
- Hildasay
- Linga (inte att förväxlas med någon av de andra små öar i Shetland med samma namn)
- Oxna
- Papa
  - West Head of Papa (endast vid lågvatten)
- South Havra
- Trondra (med broar över till Mainland och Burra)

Turister åker till öarna bland annat för att segla och paddla kajak.